# Nuoto ai V Giochi del Mediterraneo

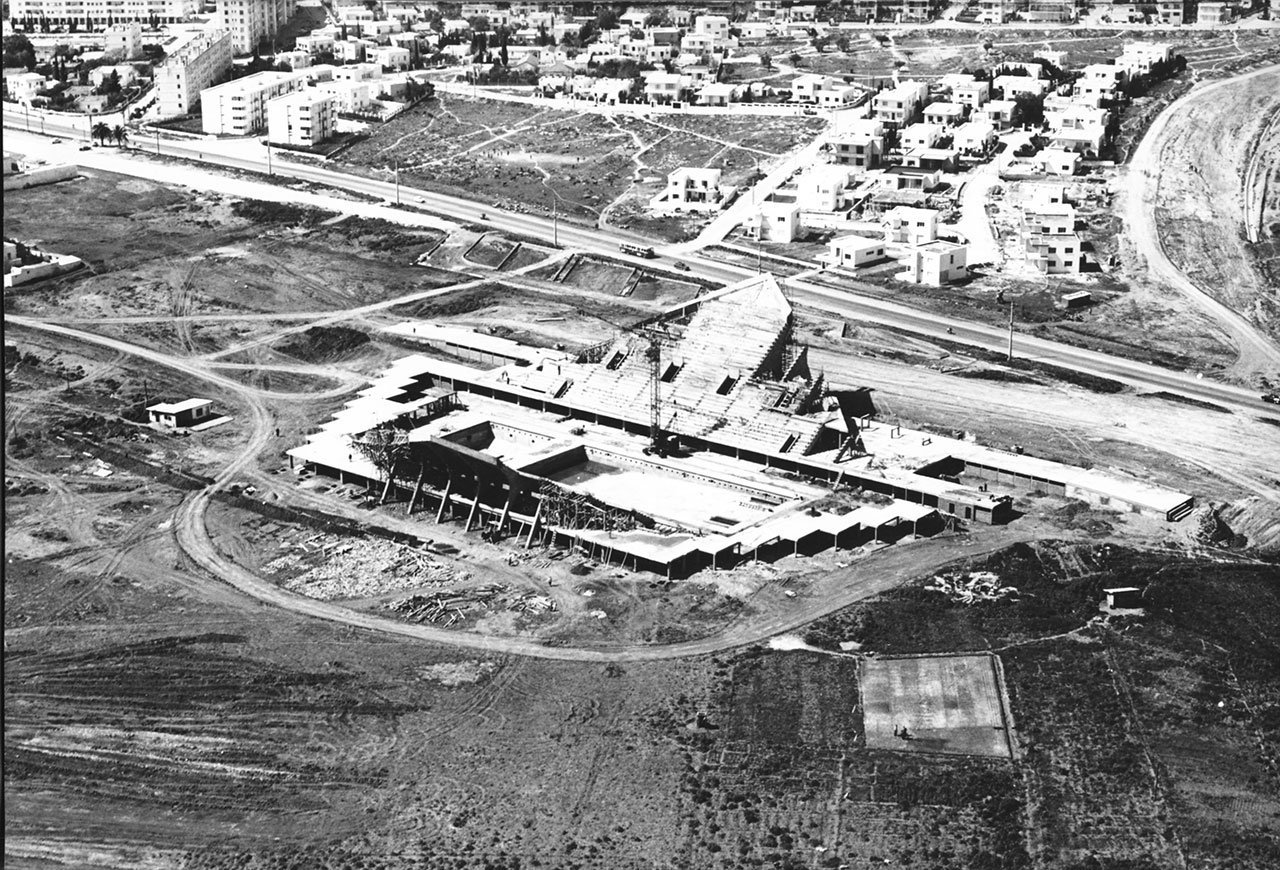
La piscina olimpica di El Menzah in fase di costruzione.

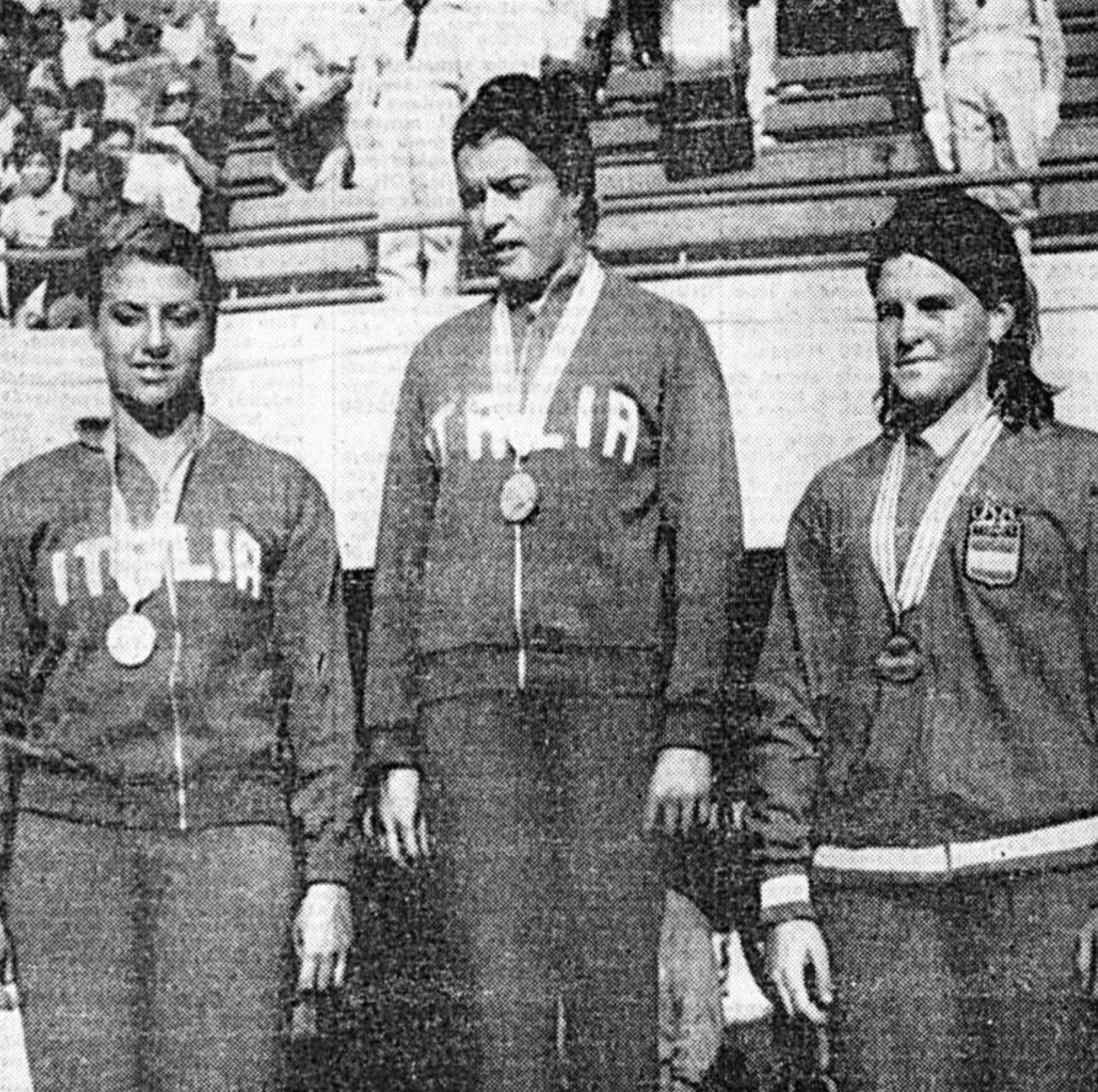
Le atlete Mara Sacchi (a sinistra), Maria Antonietta Strumolo (al centro) e Maria Teresa Bringas (a destra) sul podio, durante la premiazione dei 100 m stile libero.

Le competizioni di nuoto ai V Giochi del Mediterraneo si svolsero dal 9 all'11 settembre 1967, presso la piscina olimpica di El Menzah a Tunisi, in Tunisia. 

## Programma
Fecero parte del programma 11 gare complessive, di cui 8 maschili e 3 femminili.

## Paesi partecipanti
Parteciparono alle competizioni atleti provenienti da 9 nove nazioni. La Francia e il Marocco, infatti, pur essendo presenti ai Giochi, non inviarono nuotatori. Per la prima volta furono ammesse anche nuotatrici donne.
- Algeria
- Spagna
- Grecia
- Italia
- Libano
- Malta
- Tunisia
- Turchia
- Jugoslavia

## Medagliere
| Posizione | Paese      | Oro | Argento | Bronzo | Totale |
| --------- | ---------- | --- | ------- | ------ | ------ |
| 1         | Spagna     | 6   | 4       | 7      | 17     |
| 2         | Italia     | 4   | 7       | 2      | 13     |
| 3         | Jugoslavia | 1   | 0       | 0      | 1      |
| 4         | Tunisia    | 0   | 0       | 2      | 2      |

## Podi

### Uomini
| Evento               | Oro                                                                          | Tempo  | Argento                                                               | Tempo  | Bronzo              | Tempo  |
| Stile libero         |                                                                              |        |                                                                       |        |                     |        |
| 100 m                | José Chicoy                                                                  | 55”4   | Pietro Boscaini                                                       | 55”7   | Juan Fortuny        | 56”0   |
| 400 m                | Juan Fortuny                                                                 | 4'22”5 | Antonio Corell                                                        | 4'28”9 | Riccardo Siniscalco | 4'29”1 |
| Dorso                |                                                                              |        |                                                                       |        |                     |        |
| 100 m                | Franco Del Campo                                                             | 1'02"3 | Julio Cabrera                                                         | 1'03"6 | Jaime Monzó         | 1'05"5 |
| Rana                 |                                                                              |        |                                                                       |        |                     |        |
| 100 m                | Gian Corrado Gross                                                           | 1'10”2 | José Duran                                                            | 1'12”5 | Jorge Rubio         | 1'13”8 |
| 200 m                | José Durán                                                                   | 2'37”3 | Maurizio Giovannini                                                   | 2'42”4 | Nazario Padrón      | 2'44”8 |
| Farfalla             |                                                                              |        |                                                                       |        |                     |        |
| 100 m                | Nenad Kuridja                                                                | 1'00"5 | Giampiero Fossati                                                     | 1'00"5 | Arturo Lang Lenton  | 1'01"0 |
| Staffette            |                                                                              |        |                                                                       |        |                     |        |
| 4x100 m stile libero | Spagna José Chicoy Espinosa Martinez Juan Fortuny                            | 3'43”3 | Italia Pietro Boscaini Ugo Targetti Ezio Della Savia Massimo Borracci | 3'45”9 | Tunisia             | 4'04”6 |
| 4x100 m misti        | Italia Franco Del Campo Gian Corrado Gross Giampiero Fossati Pietro Boscaini | 4'04”9 | Spagna Julio Cabrera José Duran Arturo Lang Lenton José Chicoy        | 4'14”2 | Tunisia             | 4'35”6 |

### Donne
| Evento       | Oro                 | Tempo  | Argento          | Tempo  | Bronzo           | Tempo  |
| Stile libero |                     |        |                  |        |                  |        |
| 100 m        | Maria Strumolo      | 1'03”1 | Mara Sacchi      | 1'04”5 | Maite Bringas    | 1'05"9 |
| Dorso        |                     |        |                  |        |                  |        |
| 100 m        | María Paz Corominas | 1'11”7 | Raffaella Cutolo | 1'14”3 | Josefina Pérez   | 1'18”2 |
| Rana         |                     |        |                  |        |                  |        |
| 100 m        | María Gómez Zamora  | 1'21”8 | Laura Schiezzari | 1'21”9 | Paola Alibertini | 1'23”9 |